# 武田信豐 (甲斐武田氏)
武田信豐（1549年—1582年），戰國時代武将。甲斐武田氏的親族眾，武田信繁的次男。信豐是武田信玄侄子、武田勝賴的堂弟。父親信繁於第4次川中島之戰戰死，但送至望月家當養子的哥哥義勝（望月信賴）也亡故，家督由信豐繼承。『甲陽軍鑑』記載幼名為「長老」、名諱「信元」，後改名「信豊」，正室為西上野國人眾小幡憲重之女。

## 生涯
天文18年（1549年）出生。
信繁共有3個兒子，長兄信賴繼承信濃國佐久郡的國人眾望月氏，名為「望月三郎」，弟弟信永於長兄信賴於永祿7年（1564年）病死後，繼承望月家。但信永於天正3年（1575年）長篠之戰戰死。信永戰死後，由信豐女婿繼承望月氏。
永祿4年（1561年）9月，父親信繁在第4次川中島之戰戰死後，信豐繼承為武田家親族眾之列，指揮200騎，與穴山信君共同輔佐勝賴。 

## 信玄期
元龜3年（1572年）武田信玄發起西上作戰時，在信濃高遠城防備。天正元年（1573年）參加攻擊三河國長篠・作手之戰役。

## 勝賴期
信豐長期駐守於東信濃的小諸城（長野縣小諸市）。但勝賴時期，天正3年（1575年）於三河黑瀨（現在的愛知縣新城市作手黑瀨），負責監視作手的國人眾奥平定能・貞昌父子的動向。同年5月21日長篠之戰，與小幡信貞・武田信廉均被配置於中央隊。依『信長公記』記載，信豐先後四次與織田・德川勢激烈對戰，武田勢撤退時，與小山田信茂一起保護勝賴，於未刻（午後2時）自戰場逃離。

### 甲越同盟
天正4年（1576年）6月，受到安藝國毛利輝元庇護的將軍足利義昭為打倒信長，要求武田・北条・上杉三者和睦，建構甲相越三國同盟，信豊此時擔任武田方的取次役。天正6年（1578年）3月13日，越後上杉謙信死後爆發上杉景虎與上杉景勝爭奪家督的御館之亂。勝賴基於甲相同盟出兵支援景虎，即由信豐擔任先鋒。後來勝賴單獨與景勝方達成和睦，並進行調停，當時文書印文即署名為「信豐」。
同年8月20日景虎與景勝間的和睦成立，此時德川家康進攻駿河，勝賴於8月28日撤兵往援。但勝賴撤兵後，景虎・景勝再度發生衝突。天正7年3月24日景虎兵敗身亡，甲相同盟出現裂痕，北条氏轉與德川氏締結同盟。信豐於同年9月跟隨勝賴往駿河出兵，並於三枚橋城（静岡縣沼津市）築城。由於與北条方撕破臉而全面開戰，勝賴加強與景勝的同盟關係，同年9月武田與上杉間達成婚姻同盟（甲越同盟）。信豐此時擔任取次役。
甲越同盟成立後，上杉家在東上野的領土割讓給武田方，武田方派信豐安撫上野國人眾。信豐迎娶上野小幡氏的女兒為妻室。 
天正7年，勝賴為對付北条氏，與常陸國佐竹氏締結同盟（甲佐同盟），信豐擔任與佐竹氏同盟的信使。
天正8年（1580年）10月武田方遠江國高天神城（静岡縣掛川市）遭到德川家康包圍，但由於勝賴在駿河防備北条氏政無法回援。且為了怕刺激德川的盟友織田信長，信豐及跡部勝資都反對派出援軍。高天神城最終陷落，全員陣亡。

## 武田家的滅亡
天正10年（1582年）1月28日，信濃木曾郡國人眾木曾義昌與信長内通，背叛武田氏。武田勝賴派信豐率領討伐軍出兵木曾谷，但與織田家來援的織田信忠軍於鳥居峠作戰敗北，退往諏訪上原城與勝賴合流，回到新府城（山梨縣韮崎市）。但依『信長公記』、『甲亂記』記載，信豐戰敗後，於3月2日與家臣共20騎一同逃往信濃小諸城圖謀再起，並未與勝賴會合。『當代記』則記載信豐逃往關東。
不料，小諸城代下曾根淨喜叛變，於二丸放火，信豐與嫡男次郎及生母養周院、家臣等人自殺。享年34。信豊自殺日依『信長公記』記載為3月16日，『惠林寺雜本安見記』記載為3月12日。 
在織田・德川勢侵攻下，勝賴與嫡男信勝自殺身亡，信豐與勝賴、信勝、仁科盛信的首級被送往信濃國飯田的信長陣營檢視，後由長谷川宗仁帶至京都，葬於京都市右京區花園的妙心寺。
1. ↑  服部治則「武田相模守信豊」『山梨大學教育學部 研究報告 第33號』1984年